# سمورة
سَمُّورة أو زَمُّورَة (بالإسبانية: Zamora)‏ هي مدينة تقع في منطقة قشتالة وليون في وسط شمال إسبانيا. يبلغ عدد سكانها حوالي 65,000 ألف نسمة.

قال الإدريسي في وصفها:

## المناخ
يظهر الجدول التالي التغييرات المناخية على مدار السنة لسمورة:
| البيانات المناخية لـسمورة                       | البيانات المناخية لـسمورة | البيانات المناخية لـسمورة | البيانات المناخية لـسمورة | البيانات المناخية لـسمورة | البيانات المناخية لـسمورة | البيانات المناخية لـسمورة | البيانات المناخية لـسمورة | البيانات المناخية لـسمورة | البيانات المناخية لـسمورة | البيانات المناخية لـسمورة | البيانات المناخية لـسمورة | البيانات المناخية لـسمورة | البيانات المناخية لـسمورة |
| الشهر                                           | يناير                     | فبراير                    | مارس                      | أبريل                     | مايو                      | يونيو                     | يوليو                     | أغسطس                     | سبتمبر                    | أكتوبر                    | نوفمبر                    | ديسمبر                    | المعدل السنوي             |
| ----------------------------------------------- | ------------------------- | ------------------------- | ------------------------- | ------------------------- | ------------------------- | ------------------------- | ------------------------- | ------------------------- | ------------------------- | ------------------------- | ------------------------- | ------------------------- | ------------------------- |
| الدرجة القصوى °م (°ف)                           | 17.0 (62.6)               | 23.5 (74.3)               | 26.3 (79.3)               | 30.6 (87.1)               | 35.0 (95.0)               | 39.3 (102.7)              | 41.0 (105.8)              | 39.2 (102.6)              | 38.0 (100.4)              | 31.0 (87.8)               | 22.6 (72.7)               | 20.0 (68.0)               | 41.0 (105.8)              |
| متوسط درجة الحرارة الكبرى °م (°ف)               | 8.3 (46.9)                | 11.4 (52.5)               | 15.5 (59.9)               | 17.1 (62.8)               | 21.2 (70.2)               | 27.0 (80.6)               | 30.4 (86.7)               | 29.8 (85.6)               | 25.5 (77.9)               | 19.0 (66.2)               | 12.7 (54.9)               | 9.2 (48.6)                | 18.9 (66.0)               |
| المتوسط اليومي °م (°ف)                          | 4.6 (40.3)                | 6.4 (43.5)                | 9.5 (49.1)                | 11.2 (52.2)               | 15.0 (59.0)               | 19.8 (67.6)               | 22.7 (72.9)               | 22.3 (72.1)               | 18.8 (65.8)               | 13.6 (56.5)               | 8.4 (47.1)                | 5.5 (41.9)                | 13.1 (55.6)               |
| متوسط درجة الحرارة الصغرى °م (°ف)               | 0.9 (33.6)                | 1.3 (34.3)                | 3.5 (38.3)                | 5.3 (41.5)                | 8.7 (47.7)                | 12.6 (54.7)               | 14.9 (58.8)               | 14.8 (58.6)               | 12.0 (53.6)               | 8.3 (46.9)                | 4.1 (39.4)                | 1.8 (35.2)                | 7.4 (45.3)                |
| أدنى درجة حرارة °م (°ف)                         | −13.4 (7.9)               | −9.8 (14.4)               | −8.4 (16.9)               | −4.0 (24.8)               | −2.1 (28.2)               | 2.4 (36.3)                | 5.1 (41.2)                | 5.3 (41.5)                | 1.2 (34.2)                | −4.2 (24.4)               | −8.4 (16.9)               | −10.6 (12.9)              | −13.4 (7.9)               |
| الهطول مم (إنش)                                 | 32 (1.3)                  | 25 (1.0)                  | 22 (0.9)                  | 39 (1.5)                  | 43 (1.7)                  | 23 (0.9)                  | 12 (0.5)                  | 13 (0.5)                  | 28 (1.1)                  | 50 (2.0)                  | 45 (1.8)                  | 46 (1.8)                  | 379 (14.9)                |
| متوسط أيام هطول الأمطار (≥ 1 mm)                | 6                         | 5                         | 5                         | 7                         | 7                         | 4                         | 2                         | 2                         | 4                         | 7                         | 7                         | 7                         | 64                        |
| متوسط الأيام المثلجة                            | 1                         | 1                         | 0                         | 0                         | 0                         | 0                         | 0                         | 0                         | 0                         | 0                         | 0                         | 1                         | 3                         |
| متوسط الرطوبة النسبية (%)                       | 82                        | 73                        | 63                        | 62                        | 58                        | 51                        | 47                        | 50                        | 57                        | 69                        | 78                        | 82                        | 64                        |
| ساعات سطوع الشمس الشهرية                        | 97                        | 144                       | 201                       | 224                       | 264                       | 318                       | 354                       | 322                       | 241                       | 175                       | 113                       | 87                        | 2٬532                     |
| المصدر: Agencia Estatal de Meteorología (AEMet) |                           |                           |                           |                           |                           |                           |                           |                           |                           |                           |                           |                           |                           |

## معرض صور

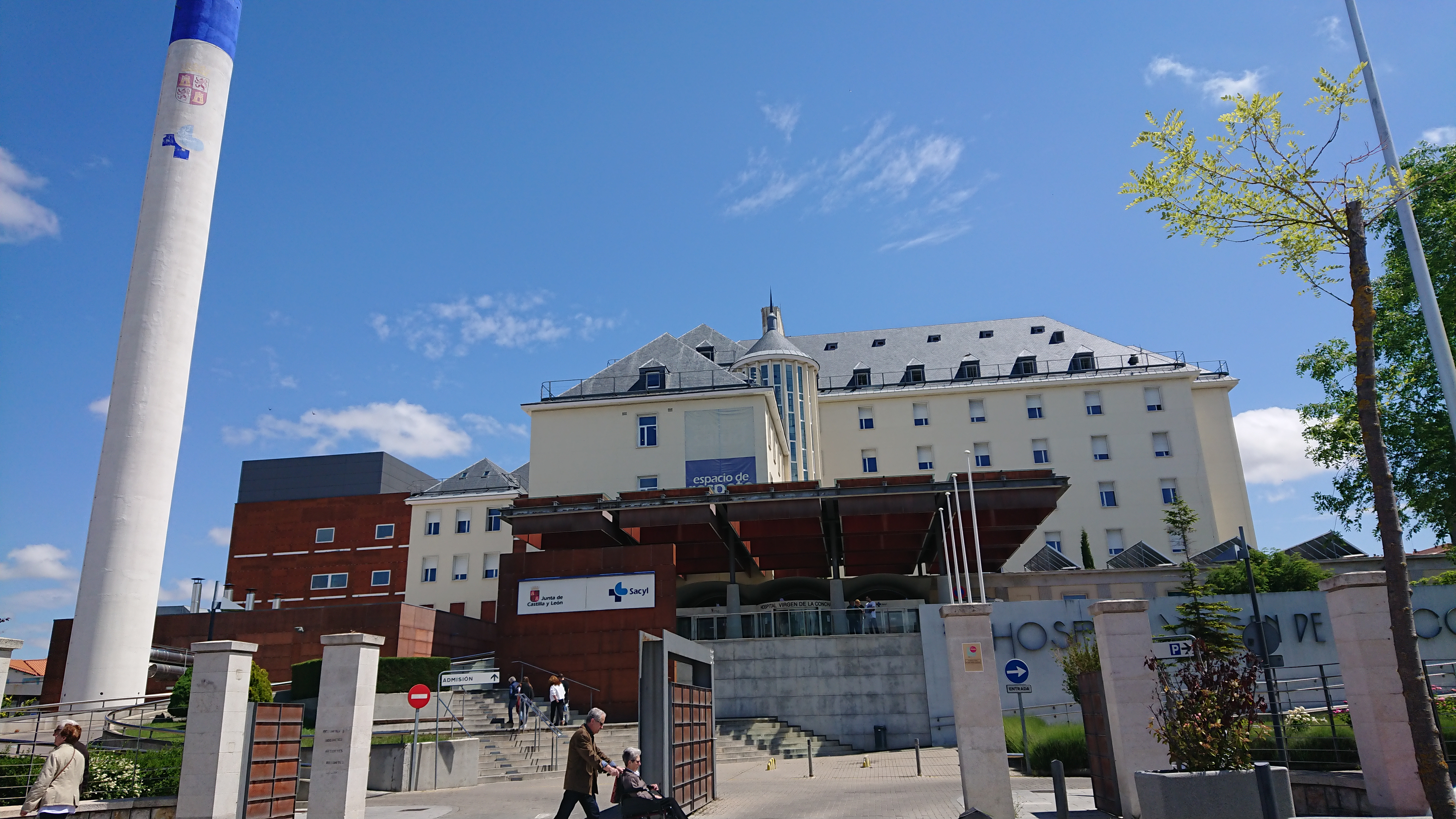
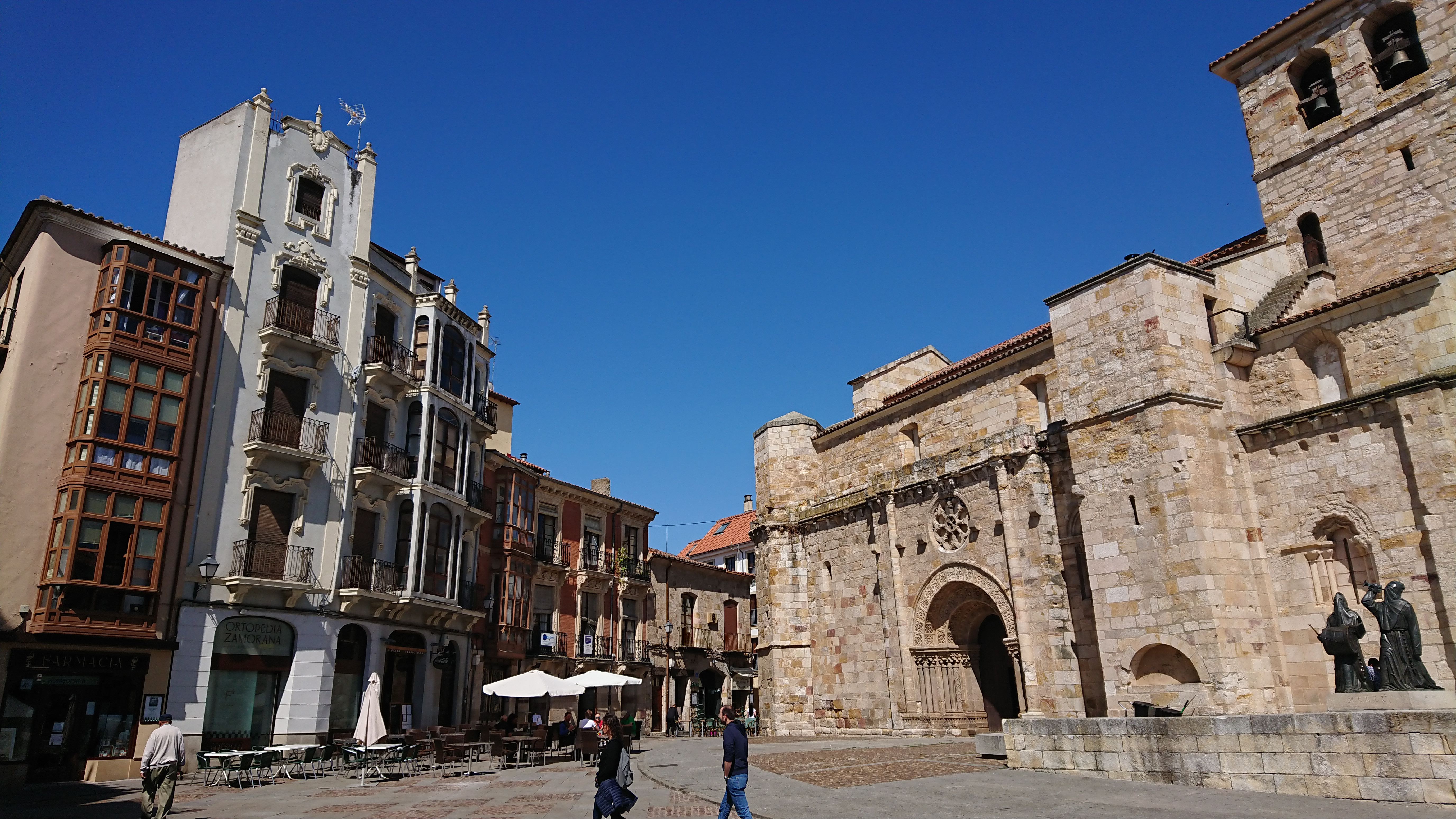
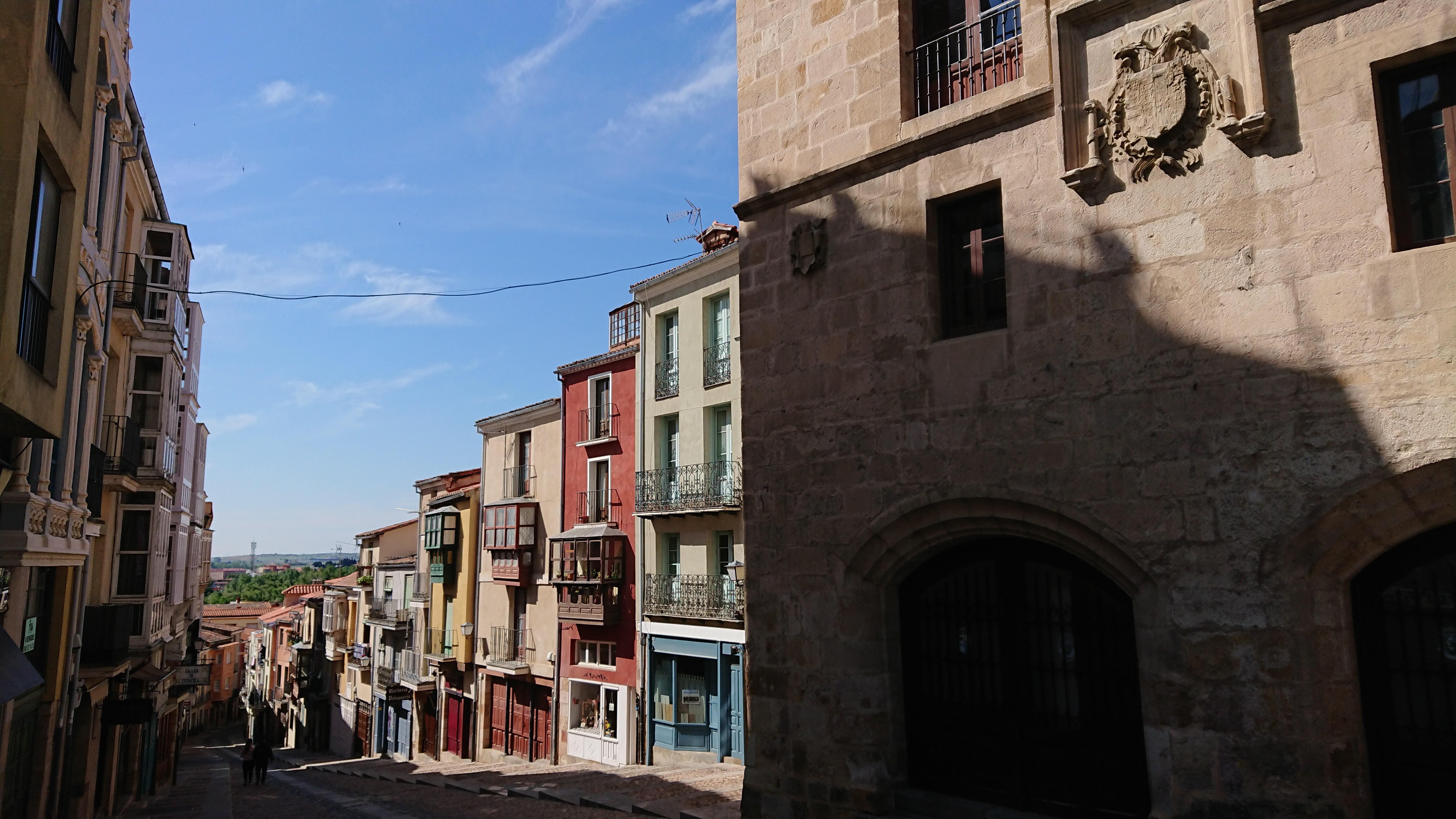
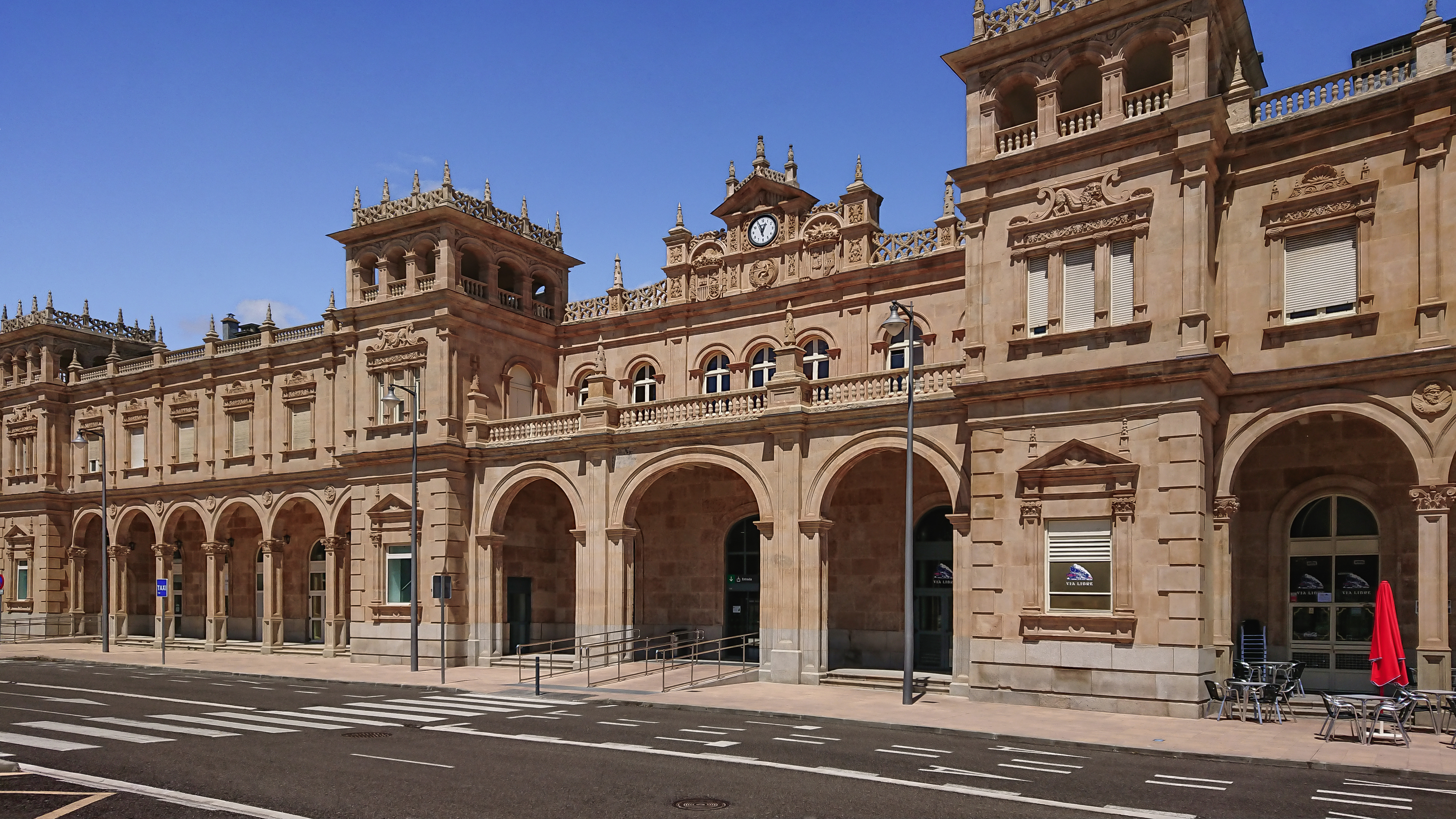
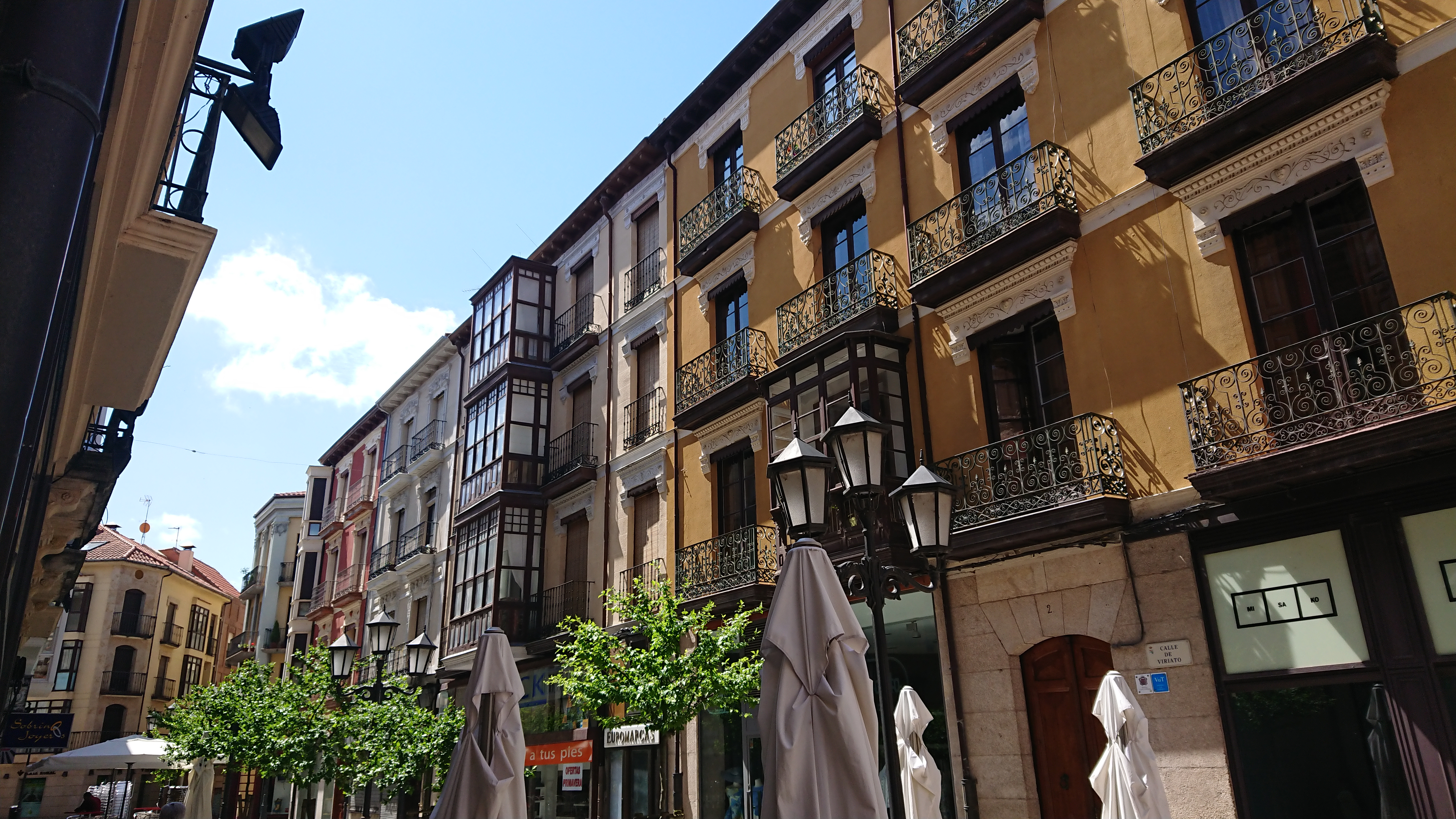

## توأمة
لسمورة اتفاقيات توأمة مع:
- أبيض

## أعلام
- سانشو الثاني ملك قشتالة
- ليوبولدو ألاس
- إنيد رودريغيز إي كاسترو
- غريغوريو مارتينيز
- غارسيا الأول ملك ليون
- فرناندو الثالث ملك قشتالة
- ألفونسو دي زامورا
- أنغيل نييتو
- أردونيو الثالث ملك ليون
- ألفونسو التاسع ملك ليون